# Monoethanolamide

Allgemeine Struktur von Monoethanolamiden

Bei Monoethanolamiden handelt es sich um Carbonsäureamide, die sich von Monoethanolamin (H2N–CH2–CH2–OH) ableiten und deren Stickstoffatom mit einer 2-Hydroxyethylgruppe substituiert sind. Die Monoethanolamide sind kovalente Verbindungen und insbesondere die Monoethanolamide langkettiger Carbonsäuren sind in Wasser schwer löslich.

## Darstellung
Monoethanolamiden lassen sich meist durch Reaktion der entsprechenden Säuren (zum Beispiel Fettsäuren) oder deren Methylester mit Monoethanolamin gewinnen. Abhängig vom Herstellungsprozess enthält das Reaktionsprodukt außer den Monoethanolamiden noch Anteile der Ausgangsstoffe und weitere Glycerine.

## Eigenschaften
Monoethanolamide sind wachsartige Feststoffe mit geringer Wasserlöslichkeit, aber besserer hydrolytischer Stabilität als die Diethanolamide. Die Ethoxylierung von Monoethanolamiden vergrößert ihre hydrolytische Stabilität. Der Schmelzpunkt liegt für die gebräuchlichsten Monoethanolamide im Bereich von 45 bis 95 °C.

## Verwendung
Die gesundheitlichen Bedenken bezüglich den Nebenprodukten von Diethanolamiden führten zur Verwendung von Monoethanolamiden als Alternative für Schaumverbesserer und Viskositätsbildner. Da Monoethanolamide Feststoffe sind und für diesen Einsatzzweck flüssige Stoffe besser geeignet sind, wird dies durch Propoxylierung der Monoethanolamide, durch die Bildung von Emulsionskonzentraten oder durch den Zusatz von Kristallmodifikatoren erreicht. So werden einige Monoethanolamide in Seifen eingesetzt.

## Wichtige Monoethanolamide
Wichtige in Kosmetika verwendete Monoethanolamide sind:
- Cocamidmonoethanolamin
- Essigsäuremonoethanolamid
- Laurinsäuremonoethanolamid
- Oleinsäure-Monoethanolamid
- Rapsöl-Monoethanolamid